# (73701) Siegfriedbauer
(73701) Siegfriedbauer – planetoida z pasa głównego asteroid okrążająca Słońce w ciągu 3 lat i 292 dni w średniej odległości 2,43 j.a. Została odkryta 3 października 1991 roku w Obserwatorium Karla Schwarzschilda w Tautenburgu przez Freimuta Börngena i Lutza Schmadela. Nazwa planetoidy pochodzi od Siegfrieda J. Bauera (ur. 1930), profesora meteorologii i geofizyki na Uniwersytecie w Grazu w Austrii, który zajmował się badaniami atmosfery Wenus, Marsa i Tytana. Przed jej nadaniem planetoida nosiła oznaczenie tymczasowe (73701) 1991 TU5.